# Ricardo Couyoumdjian
Juan Ricardo Couyoumdjian Bergamali (Santiago, 23 de junio de 1939) es un historiador chileno, especializado en temas económicos. Estudió en la Pontificia Universidad Católica de Chile y egresó de Licenciatura en Historia en 1971. Con una tesis sobre el comercio inglés en Chile, obtuvo un doctorado (Ph.D) en la Universidad de Londres en 1976.

## Cargos
Ha sido director de Posgrado y encargado de la Vicerrectoría Académica en la Pontificia Universidad Católica (1978-1984); Profesor titular en Instituto de Historia de la Pontificia Universidad Católica de Chile; Director del Instituto de Historia (1984-1990); Decano de la Facultad de Historia, Geografía y Ciencia Política de la Pontificia Universidad Católica (1990-1993) y Vicepresidente de la Comisión de Historia de la sección nacional chilena del Instituto Panamericano de Geografía e Historia (1994-).

## Publicaciones

### Libros
- Chile y Gran Bretaña durante la Primera Guerra Mundial y la Postguerra 1914-1921 (1986)
- Historia de América I; La gestación del mundo hispanoamericano (escrito junto con Armando de Ramón y Samuel Vial) (1992)
- Historia de la Bolsa de Comercio de Santiago (1893-1993) (1993)
- Un siglo del mercado de valores en Chile (coautor) (1993)
- Historia de América II: Ruptura del viejo orden hispanoamericano (escrito junto con Armando de Ramón y Samuel Vial) (1993)
- España a través de los informes diplomáticos chilenos (1929-1939) (1994)
- Masonería de habla inglesa en Chile
- Algunas noticias, en Boletín de la Academia Chilena de la Historia, nº105 (1995)
- Historia de América III: América Latina. En búsqueda de un nuevo orden (1870-1990) (escrito junto con Armando de Ramón y Samuel Vial) (2001)
- La Hora (1935-1951) Trayectoria de un diario político (escrito junto con Eliana Rozas y Josefina Tocornal) (2002)
- CGE: Compañía General de Electricidad (1905-2005) (escrito junto con Ricardo Nazer y Pablo Camus) (2005)
- El proceso económico. Chile (1808-1830) (escrito junto con Patricio Bernedo) (2015)
- Economía sin Banco Central. La banca libre en Chile (1860-1898) (escrito junto con Ignacio Briones, Ignacio Muñoz, Pedro Jeftanovic, Rolf Lüders y Lawrence White) (2016)
- Cartas de la Guerra del Pacífico. Correspondencia de Manuel Ignacio Silva Varela (1879-1881) (escrito junto con María Monterola Bade) (2020)

### Artículos
- La Ciudad de los Césares: Origen y evolución de una leyenda (1526-1880) (escrito junto con Patricio Estellé Méndez) (1968)
- La vida política chilena, 1915-1916 (escrito junto con Horacio Aránguiz Donoso y Juan Vargas Cariola) (1968)
- Manuel José de Orejuela y la abortada expedición en busca de los césares y extranjeros, 1780-1783 (1971)
- El mercado del salitre durante la Primera Guerra Mundial y la postguerra, 1914-1921. Notas para su estudio (1975)
- J. B. Hobsbawm: Una visita a las oficinas salitreras en 1918 (1993)
- La revista "Precios" y otras publicaciones de la Bolsa de Comercio (1994)
- El programa naval del Centenario y el acorazado Latorre (1997)
- "La Hora", 1935-1951. Desarrollo institucional de un diario político (1998)
- El alto comercio de Valparaíso y las grandes casas extranjeras, 1880-1930: Una aproximación (2000)
- Panorama de las obras públicas en Chile: Contexto, fuentes y bibliografía (2000)
- Chilenos en Europa durante la Primera Guerra Mundial, 1914-1918 (escrito junto con María Angélica Muñoz Gomá) (2002)
- Una bebida moderna: La cerveza en Chile en el siglo XIX (2004)
- Vinos en Chile desde la Independencia hasta el fin de la Belle Époque (2006)
- La letra y la comida. Una aproximación a los manuales de cocina como un medio de renovación culinaria en Chile (escrito junto con Carolina Sciolla) (2007)
- El mar y el paladar: El consumo de pescados y mariscos en Chile desde la Independencia hasta 1930 (2009)
- Develando el Nuevo Mundo. Imágenes de un proceso (2010)
- Banco Central de Chile, 1925-1964: Una historia institucional (2010)
- Importando modernidad: La evolución del pensamiento económico en Chile en el siglo XIX (2015)